# شوتا راجان
شوتا راجان (بالإنجليزية: Chhota Rajan)‏‏ (5 ديسمبر 1959 في مومباي - ) رجل عصابة، ومنتج أفلام من الهند.